# Carpodacus stoliczkae
El camachuelo pálido (Carpodacus stoliczkae) es una especie de ave paseriforme de la familia Fringillidae propia de los desiertos de Asia. Anteriormente se consideraba una subespecie del camachuelo del Sinaí, pero en la actualidad se clasifican como especies separadas.

## Taxonomía
Anteriormente se clasificaba como una subespecie del camachuelo del Sinaí (Carpodacus synoicus), pero se separaron a causa de los estudios genéticos, y en la actualidad se consideran especies separadas. Se reconocen tres subespecies de camachuelo pálido:
- Carpodacus stoliczkae stoliczkae - ocupa el sudoeste de China;
- Carpodacus stoliczkae salimalii - presente en el noreste de Afganistán;
- Carpodacus stoliczkae beicki - se encuentra en el centro y oeste de China.

## Distribución y hábitat
Se encuentra en el noreste de Afganistán y la mitad occidental de China. Su hábitat natural son los desiertos.